# Groapa Rădăii
Groapa Rădăii – wieś w Rumunii, w okręgu Marusza, w gminie Miheșu de Câmpie. W 2011 roku liczyła 45 mieszkańców.